# 백산면 (부안군)
백산면(白山面)은 대한민국 전북특별자치도 부안군의 면이다.

## 개요
1914년에 고부군의 덕림면 일부와 거마면이 고부군의 백산면에 통폐합되면서 부안군으로 편입된 곳이다.
백산면은 군내에서 비교적 잘 살고 있는 평야지이다. 쌀이 주 생산품이며 남북에는 평야지, 동남쪽에는 수리시설과 경지정리가 잘 되어 있다. 동쪽에서 서쪽으로 동진강과 고부천이 흐르고 있으며, 주민들은 순박하고 교육열이 강한 지역이다.

## 행정 구역
- 거룡리
- 금판리
- 대수리
- 대죽리
- 덕신리
- 신평리
- 오곡리
- 용계리
- 원천리
- 죽림리
- 평교리
- 하청리

## 교육
- 대수초등학교 (폐교) - 백산면 대수길 191 (대수리)
- 백룡초등학교 (용계리)
- 백산초등학교 (평교리)
- 백산중학교
- 백산고등학교